# 벤첼 1세 폰 룩셈부르크 공작
벤첼 1세(독일어: Wenzel I., 1337년 2월 25일 프라하 ~ 1383년 12월 7일 룩셈부르크)는 룩셈부르크의 백작(재위: 1353년 ~ 1354년 3월 13일)이자 룩셈부르크의 공작(재위: 1354년 3월 13일 ~ 1383년 12월 7일)으로 룩셈부르크 왕조 출신이다.
보헤미아의 국왕인 얀(Jan)과 그의 아내인 부르봉의 베아트리스(Beatrice)의 아들로 태어났다. 신성 로마 제국의 황제이자 보헤미아의 국왕인 카를 4세(Karl IV.)의 이복동생이기도 하다.
1353년 카를 4세의 뒤를 이어 룩셈부르크의 백작으로 즉위했다. 1354년 룩셈부르크가 백국에서 공국으로 격상되면서 공작 칭호를 받았다. 1355년부터 1383년까지 요안나(Joanna)와 함께 브라반트 공작을 역임했다.